# سید مهدی طباطبایی
سید محمد مهدی طباطبایی شیرازی (متولد ۱۵ آبان ۱۳۱۵ در رفسنجان - متوفای ۲۷ اردیبهشت ۱۳۹۷ در تهران) فرزند سید محمدحسین، نماینده ادوار دوم، سوم و هفتم مجلس شورای اسلامی و از همفکران سید نواب صفوی و گروه فداییان اسلام و از قدیمی‌ترین شاگردان روح الله خمینی بود.
سید مهدی طباطبایی پس از پیروزی انقلاب سمتهای مختلفی از جمله سرپرستی زندان قصر، دادستانی کل انقلاب مازندران و نمایندگی مجلس را برعهده داشت. وی روحانی مجتهد و خطیب و استاد مشهور اخلاق اسلامی تهران بود و معمولاً در مناسبت‌های گوناگون، در برنامه‌های تلویزیونی صدا و سیمای ایران به بحث‌های اخلاقی می‌پرداخت. طباطبایی پس از تحمل یک دوره بیماری عفونت ریوی در ۲۷ اردیبهشت ۱۳۹۷ درگذشت.
اخوان ایشان عبارتند از:مرحوم سید محمد طباطبایی 
مرحوم سید حسن طباطبایی 
سید جعفر طباطبایی 
سید علی طباطبایی 
سید کاظم طباطبایی

## نسب
از سادات طباطبایی است که نَسَبِ ایشان به ابراهیم طباطبا پسر اسماعیل دیباج  پسر ابراهیم غمر  پسر حسن مثنی  پسر حسن مجتبی می‌رسد. 

## مواضع سیاسی

### شهید خواندن اکبر هاشمی رفسنجانی
سید مهدی طباطبایی اکبر هاشمی را شهید دانسته و می‌گوید: من هاشمی را شهید می‌دانم، شهید حتماً نباید با شمشیر کشته شود، کسی که در طلب حق باشد، شهید است… ایشان را به اندازه ۴ شهید می‌دانم.

### اعتراض به رفتارهای سیاسی احمدی‌نژاد
او که به مناسبت شب مبعث در برنامهٔ زندهٔ تلویزیونی «این شب‌ها» که از شبکه یک پخش می‌شود، مهمان بود، با اشاره به استفادهٔ احمدی‌نژاد از شال سبز گفت: «متأسفانه رئیس‌جمهور روز بعد از انتخابات در مقابل طرفدارانشان، معترضین و مخالفین خودش مقام سیادت را مسخره کرد و اگر این استهزا نبود بسیاری از فتنه‌ها به راه نمی‌افتاد.»
او در آخرین شب ماه صفر ۱۳۹۰ با اشاره به مشکلات اقتصادی در کشور اظهار داشت: «دولت باید از مردم عذر خواهی کند، عذر خواهی عزت و عظمت است. مردم آنقدر خوب هستند که اگر بفهمند ما اشتباه کردیم کمک و یاری می‌کنند. ای کاش دولت به مردم بگوید اشتباه کردم و ای کاش ما هم که حمایت کردیم بگوییم اشتباه کردیم.»
در ۱۸ فروردین ۱۳۹۳ مصاحبه نامه نیوز با مهدی طباطبایی منتشر گردید. او در این مصاحبه گفت: «آقای احمدی‌نژاد را برای اولین بار در شهرداری ملاقات و چند جلسه با ایشان صحبت کردم و متوجه شدم که سبک ایشان خاص است و آنقدر که نشان می‌دهد عمیق نیست. مطالبی که می‌شنوند بلافاصله جواب می‌دهند و گاهی به صحبت‌ها خوب گوش نمی‌دهند تا سخن شروع می‌شود، ایشان به فکر جواب دادن هستند. ضمن استماع سخن منتقد، ایشان جواب درست می‌کنند. این کار رشته علمی من است.»

### دیدگاه دربارهٔ خاتمی
در مهر ۱۳۹۱ دربارهٔ سید محمد خاتمی چنین اظهارنظر کرد: «در جریان حوادث سال ۸۸ آقای خاتمی فراجناحی بود. شکستن حرمت ایشان غلط بود.»

### انتخابات ریاست جمهوری ۱۳۹۲
وی در این دوره انتخابات با نامزد شدن هاشمی رفسنجانی از وی حمایت کرد و منتقد رد صلاحیت او بود. او سپس به حامیان حسن روحانی پیوست و پس از انتخاب وی به ریاست جمهوری به او نامه نوشت.

### اظهارنظر دربارهٔ عدم آشنایی مصباح یزدی با مسائل سیاسی
در مصاحبه نامه نیوز با مهدی طباطبایی در ۱۸ فروردین ۱۳۹۳ وی اظهار داشت: «ضمن تجلیل از آقای مصباح به لحاظ علمیت و حوزویت، ایشان را فارغ از رفتارهای سیاسی می‌دانم؛ چون هیچ‌گاه در سیاست و در نهضت‌ها و انقلاب حضور نداشتند و هر جا هم حضور داشتند در حاشیه بودند. ایشان را از لحاظ علمی و فلسفی قبول دارم؛ ولی از لحاظ سیاسی نه. ایشان انسان خوبی هستند؛ ولی آشنایی سیاسی ندارند؛ بنابراین وقتی وارد این مسائل می‌شوند برای خود مشکلاتی ایجاد می‌کنند.»

### واکنش نسبت به سخنان مصباح یزدی در سالگرد درگذشت خمینی
طباطبایی در واکنش به سخنان مصباح یزدی در خرداد ۱۳۹۳ در جمع اعضای کاروان پیاده عازم حرم خمینی علیه حسن روحانی، گفته‌است:
آقای مصباح بهتر است به درس و بحث و کار علمی‌شان بپردازند. از آقایان می‌خواهم که نسبت به سخنان خود توجه کنند چراکه ممکن است به نفع نظام و کشور نباشد.
مصباح یزدی در سالروز وفات خمینی در جمع اعضای کاروان پیاده عازم حرم خمینی در پاسخ به سخنان حسن روحانی (برخی دچار توهم هستند و مدام غصه دین مردم را می‌خورند در حالی که نه دین را می‌شناسند و نه آخرت را) گفت:
حتی برخی از افراد عمامه به سر که دارای مسئولیت هستند، در واکنش به اجتماع مردم در خصوص بدحجابی و نگرانی علما از وضع دین و فرهنگ و تجمع روحانیت در فیضیه، آن‌ها را کسانی معرفی می‌کنند که اسلام را نشناخته‌اند و آن‌ها را متهم به توهم می‌کنند. باید از وی پرسید مگر خود تو دینت را از کجا یادگرفته‌ای؟ از فیضیه یا از انگلستان؟

## درگذشت
وی که به دلیل عفونت شدید ریوی چندین بار در سال ۱۳۹۶ در یکی از بیمارستان‌های تهران بستری بود، سرانجام در ظهر پنجشنبه ۲۷ اردیبهشت ۱۳۹۷ (مصادف با نخستین روز ماه رمضان) در سن ۸۲ سالگی درگذشت. پیکر وی، روز بعد در قم دفن شد.
سید علی خامنه ای،حسن روحانی،علی لاریجانی و سید محمد خاتمی در پیام های جداگانه درگذشت وی را تسلیت گفتند.

## آثار
- اخلاق و مبارزه: خاطرات سید مهدی طباطبایی(دو جلد)، نشر عروج، چاپ اول ۱۳۹۷، ۱۰۷۰ صفحه[۱۶]در حرم حضرت معصومه دفن شد در اتاق 35صحن امام رضا